# Sphaenorhynchus orophilus
Sphaenorhynchus orophilus е вид жаба от семейство Дървесници (Hylidae). Видът не е застрашен от изчезване.

## Разпространение
Разпространен е в Бразилия.